# Drop Out (film, 1969)
Drop Out is een Nederlandse film uit 1969 van Wim Verstappen, gebaseerd op een scenario van Herman Groeneveld en Wim Verstappen. De film heeft als alternatieve titel De meester kan me nog meer vertellen...  Deze satirische jeugdfilm werd geproduceerd door Scorpio Films, een samenwerking tussen Wim Verstappen en Pim de la Parra. De film was bedoeld als een satirische komedie over de vraag wat er zou gebeuren wanneer alle scholieren zouden gaan staken voor een beter onderwijs.
Voor de film werden onder meer opnamen gemaakt in Rotterdam, Gorinchem, Middelburg, Veere, Oudenbosch, Eindhoven, Beek, Maastricht, Apeldoorn, Giethoorn, Staphorst, Sloten, Sondel, Laaksum en Den Helder. Het Volkswagenbusje waarin de scholieren zich verplaatsen werd beschilderd door de kunstenares (en vriendin van Wim Verstappen) Ria Rettich.
Het camerawerk voor de film werd verzorgd door o.a. Jan de Bont en Frans Bromet.
De film is in de jaren 80 uitgebracht op VHS, maar voor zover bekend niet op DVD. 

## Premiere
De film ging op 16 december 1969 in premiere. Bij de aankondiging van de film gaven zowel Verstappen als De la Parra aan dat de film slechts toegankelijk zou zijn voor jongeren tot dertig jaar. Ouderen zouden enkel toegang krijgen onder begeleiding van hun kinderen.

## Verhaal
De film speelt zich of rondom een groepje scholieren, die met een oude beschilderde bestelbus op pad zijn, om een landelijke scholierenstaking in de steigers te zetten. Hun actie heeft succes waardoor er een tegenreactie vanuit leraren ontstaat, zij verenigen zich in de 'Vereniging van Verontruste Leraren'.  Echter dit leidt tot een groei van medestanders voor de opstand van de scholieren waardoor uiteindelijk ook de minsister betrokken raakt.

## Cast (selectie)
- Eric Schneider
- Etha Coster
- Koos Postema
- Chris Baaij
- Wim Poncia
- Eugenie Herlaar

## Trivia
In 1985 werd de film in het kader van retrospectie uitgezonden op het Nederlands Film Festival.
1896-1909 · 1910-19 · 1920-29 · 1930-39 · 1940-49 · 1950-59 · 1960-69 · 1970-79 · 1980-89 · 1990-99 · 2000-09 · 2010-19
· 2020-29